# Ann Sidney
Ann Sidney, née le 27 mars 1944 à Poole en Angleterre, est une actrice britannique, qui fut élue Miss Monde 1964.

## Biographie
Elle déménage à Poole très jeune, fait sa scolarité à l'école de Parkstone puis à l'école secondaire Martin Kemp-Welch, plus tard à l'Académie de Saint Aldhelm, dans la même ville.
Ann quitte l'école à l'âge de quinze ans pour entamer un apprentissage en coiffure, en travaillant dans un salon de Bournemouth. Elle change cependant d'avis, et décide de devenir mannequin. Alors qu'elle rêve de devenir Miss Royaume-Uni, elle remporte le titre en 1964.
À la suite de son titre national, Ann Sidney participe au concours Miss Monde 1964, qui se tient à Londres le 12 novembre. Elle s’y impose, devenant ainsi la seconde représentante de son pays à remporter ce concours, après Rosemarie Frankland en 1961. Durant son règne, elle voyage à travers le monde à cinq reprises et fait la rencontre de Bob Hope avec l'association United Service Organizations en tournée en Asie.
Après Miss Monde, Ann entame une carrière d'actrice de télévision en interprétant des rôles dans Chapeau melon et bottes de cuir et Are You Being Served?. Elle tourne aussi dans des films, comme le thriller d'espionnage Les Filles du code secret avec Dirk Bogarde et Susannah York , et Performance de Nicolas Roeg en 1970 avec James Fox et Mick Jagger, tout en se produisant avec un groupe de cabaret itinérant. En 1967, elle apparaît dans Not Now, Darling, une farce se produisant de longue date à West End, face à Donald Sinden et Bernard Cribbins.
Elle joue aussi dans la comédie musicale Jacques Brel Is Alive and Well and Living in Paris en 1968.
Ann Sidney est plus tard une des vedettes de la série comique australienne Birds In The Bush en 1972 et coanime une version australienne de l'émission de jeu The Better Sex en 1978.

## Filmographie

### Télévision
- 1967 : Chapeau melon et bottes de cuir : Gerda
- 1972 : Birds In The Bush
- 1978 : The Better Sex (co-animatrice)

### Cinéma
- 1968 : Les Filles du code secret (Sebastian) : Naomi
- 1970 : Performance : Dana

### Théâtre
- 1967 : Not Now, Darling
- 1968 : Jacques Brel is Alive and Well and Living in Paris